# 贵州省司法厅
贵州省司法厅是贵州省人民政府的组成部门、主管贵州省司法行政工作的省级司法行政机关。